# Килис (вилает)
Килис (на турски: Kilis) е вилает в Южна Турция. Граничи със Сирия. Административен център на вилаета е едноименният град Килис.
Вилает Килис е с население от 114 724 жители (оценка от 2006 г.) и обща площ от 1642 кв. км. Вилает Килис е разделен на 4 общини.

## Население
Численост на населението според преброяванията през годините:
| Година | Численост |
| 1990   | 130 198   |
| 2000   | 114 724   |
| 2011   | 124 276   |